# Hayashi Yusuke
Yusuke Hayashi (sinh ngày 23 tháng 1 năm 1990) là một cầu thủ bóng đá người Nhật Bản.

## Sự nghiệp câu lạc bộ
Yusuke Hayashi đã từng chơi cho Urawa Reds, Thespa Kusatsu và Grulla Morioka.